# 9070 Ensab
9070 Ensab (1993 OZ2) là một tiểu hành tinh vành đai chính được phát hiện ngày 23 tháng 7 năm 1993 bởi C. S. Shoemaker và D. H. Levy ở Palomar.